# Alfabet arabski
Alfabet arabski – pismo będące abdżadem, używane do zapisu języka arabskiego, a także innych języków. Powstało z nabatejskiej odmiany pisma aramejskiego. Rozpowszechnione w krajach muzułmańskich.

## Historia
Najstarsze zapiski pochodzą z IV wieku n.e. (inskrypcje z Rammu i An-Namara). Istnieje wiele odmian pisma arabskiego. Do najważniejszych należą pismo kwadratowe (kufickie) i okrągłe (naschi).
Początkowo pismo arabskie istniało w dwóch formach, pisma monumentalnego służącego do zapisu Koranu (maszk) i pisma kancelaryjnego. W X wieku wezyr abbasydzki Ibn Mukla (886–940) opracował proporcje pisma arabskiego kancelaryjnego oparte na proporcjach koła i kwadratu wytyczanych trzcinką i cyrklem (pismo naschi).
Z pisma naschi rozwinęły się odmiany pisma o okrągłych kształtach:
- suls – używany głównie w kancelariach, charakteryzujący się mocnym wydłużeniem liter; w okresie panowania dynastii Safawidów w Iranie wykorzystywany w inskrypcjach zdobiących budowle sakralne;
- muhakkak – zbliżony do suls, częstszy w zachodniej części świata muzułmańskiego;
- rihani;
- ruka.

Pismo monumentalne maszk przekształciło się w VIII wieku za sprawą kaligrafów z Kufy w odmianę o kwadratowym zarysie (pismo kufickie, dukt kufi). Stosowane było do zapisu tekstów religijnych, jako motyw dekoracyjny było obecne w architekturze, na naczyniach i tkaninach. W Maghrebie stosowana była odmiana pisma, wywodząca się z form kwadratowych (pismo maghrebskie). W Iranie powstało m.in. pismo talik („zwisające”), którego od XII wieku używano w poezji i ceramice. Pod koniec XIV wieku kaligraf i miniaturzysta Ali z Tabrizu wprowadził modyfikacje, tworząc nasta'liq, które rozpowszechniły się w Turcji i Indiach. Na początku XVI wieku w Turcji powstało pismo diwani (kancelaryjne), a w XVII wieku szekaste („łamane”), charakteryzuje się mocnym ściśnięciem liter przy jednoczesnym zaznaczeniu ich łuków, przez co pismo to jest czytelne tylko dla wyjątkowo wprawnego czytelnika.

## Zasady zapisu
Pismo zapisywane jest z prawa na lewo. Ma 18 podstawowych znaków, które po uzupełnieniu jedną, dwiema lub trzema kropkami tworzą 28 liter oznaczających spółgłoski oraz samogłoski długie i dyftongi. Samogłoski krótkie są w piśmie arabskim pomijane, dlatego jest ono klasyfikowane jako abdżad. Czasami stosuje się jednak na ich oznaczenie dodatkowe znaki samogłoskowe (w arabskich elementarzach i w Koranie).
Litery mogą mieć różne formy w zależności od pozycji w wyrazie (początkowej, środkowej, końcowej albo izolowanej).
Dekoracyjne zapisywanie wersów Koranu doprowadziło w ciągu ponad 1400 lat do powstania wielu szkół kaligrafii. W świecie arabskim kaligrafia uznawana jest za jedną z najwyższych form sztuki. Ma szczególne znaczenie, ponieważ przekazuje treść Koranu – świętej księgi islamu.

## Litery arabskie oraz transkrypcja i transliteracja
| Litera arabska   | Litera arabska | Litera arabska  | Litera arabska    | Transkrypcja / transliteracja | Transkrypcja / transliteracja | Transkrypcja / transliteracja   | Transkrypcja / transliteracja |
| postać izolowana | postać końcowa | postać środkowa | postać początkowa | transkrypcja polska           | transliteracja ISO            | transkrypcja IPA                | nazwa                         |
| ---------------- | -------------- | --------------- | ----------------- | ----------------------------- | ----------------------------- | ------------------------------- | ----------------------------- |
| ا‬                | ـا‬             |                 |                   | a                             | ā                             | [aː], [ʔ]                       | Alif                          |
| ب‬                | ـب‬             | ـبـ‬             | بـ‬                | b                             | b                             | [b]                             | Bāʾ                           |
| ت‬                | ـت‬             | ـتـ‬             | تـ‬                | t                             | t                             | [t]                             | Tāʾ                           |
| ث‬                | ـث‬             | ـثـ‬             | ثـ‬                | t                             | ṯ                             | [θ]                             | Ṯāʾ                           |
| ج‬                | ـج‬             | ـجـ‬             | جـ‬                | dż                            | ǧ                             | [dʒ]                            | Ǧīm                           |
| ح‬                | ـح‬             | ـحـ‬             | حـ‬                | h                             | ḥ                             | [ħ]                             | Ḥāʾ                           |
| خ‬                | ـخ‬             | ـخـ‬             | خـ‬                | ch                            | ẖ                             | [x]                             | Ḫāʾ                           |
| د‬                | ـد‬             |                 |                   | d                             | d                             | [d]                             | Dāl                           |
| ذ‬                | ـذ‬             |                 |                   | z                             | ḏ                             | [ð]                             | Ḏāl                           |
| ر‬                | ـر‬             |                 |                   | r                             | r                             | [r]                             | Rāʾ                           |
| ز‬                | ـز‬             |                 |                   | z                             | z                             | [z]                             | Zāy                           |
| س‬                | ـس‬             | ـسـ‬             | سـ‬                | s                             | s                             | [s]                             | Sīn                           |
| ش‬                | ـش‬             | ـشـ‬             | شـ‬                | sz                            | š                             | [ʃ]                             | Šīn                           |
| ص‬                | ـص‬             | ـصـ‬             | صـ‬                | s                             | ṣ                             | [sˁ]                            | Ṣād                           |
| ض‬                | ـض‬             | ـضـ‬             | ضـ‬                | d                             | ḍ                             | [dˁ]                            | Ḍād                           |
| ط‬                | ـط‬             | ـطـ‬             | طـ‬                | t                             | ṭ                             | [tˁ]                            | Ṭāʾ                           |
| ظ‬                | ـظ‬             | ـظـ‬             | ظـ‬                | z                             | ẓ                             | [ðˁ]                            | Ẓāʾ                           |
| ع‬                | ـع‬             | ـعـ‬             | عـ‬                | (-)                           | '                             | [ʕ]                             | ʿAyn                          |
| غ‬                | ـغ‬             | ـغـ‬             | غـ‬                | gh                            | ḡ                             | [ɣ], [ɡ] w wielu zapożyczeniach | Ḡayn                          |
| ف‬                | ـف‬             | ـفـ‬             | فـ‬                | f                             | f                             | [f]                             | Fāʾ                           |
| ق‬                | ـق‬             | ـقـ‬             | قـ‬                | q                             | q                             | [q]                             | Qāf                           |
| ك‬                | ـك‬             | ـكـ‬             | كـ‬                | k                             | k                             | [k]                             | Kāf                           |
| ل‬                | ـل‬             | ـلـ‬             | لـ‬                | l,ł                           | l                             | [l]                             | Lām                           |
| م‬                | ـم‬             | ـمـ‬             | مـ‬                | m                             | m                             | [m]                             | Mīm                           |
| ن‬                | ـن‬             | ـنـ‬             | نـ‬                | n,ń                           | n                             | [n]                             | Nūn                           |
| ه‬                | ـه‬             | ـهـ‬             | هـ‬                | h                             | h                             | [h]                             | Hāʾ                           |
| و‬                | ـو‬             |                 |                   | w,u                           | w, ū                          | [w]                             | Wāw                           |
| ي‬                | ـي‬             | ـيـ‬             | يـ‬                | j, i                          | j, ī                          | [j]                             | Yāʾ                           |
| ة‬                | ـة‬             |                 |                   | (-), t                        | (-), t                        | [a], [at]                       | Tāʾ marbūṭa                   |
| ى‬                | ـى‬             |                 |                   | a                             | à                             | [aː]                            | Alif maqṣūra                  |

Uwaga: Litery ا‬, د‬, ذ‬, ر‬, ز‬, و‬, ة‬ i ى‬ nie są łączone w piśmie z literami występującymi po nich, nie posiadają więc formy środkowej i początkowej.

## Cyfry arabskie
W piśmie arabskim używa się dwóch rodzajów cyfr: standardowych arabskich oraz tak zwanych wschodnioarabskich, używanych w Iranie (obok tych arabskich), Pakistanie oraz Indiach.
| Cyfry arabskie w Europie | Standardowe cyfry arabskie | Cyfry wschodnioarabskie |
| ------------------------ | -------------------------- | ----------------------- |
| 0                        | ‏٠‎                          | ‏۰‎                       |
| 1                        | ‏١‎                          | ‏۱‎                       |
| 2                        | ‏٢‎                          | ‏۲‎                       |
| 3                        | ‏٣‎                          | ‏۳‎                       |
| 4                        | ‏٤‎                          | ‏۴‎                       |
| 5                        | ‏٥‎                          | ‏۵‎                       |
| 6                        | ‏٦‎                          | ‏۶‎                       |
| 7                        | ‏٧‎                          | ‏۷‎                       |
| 8                        | ‏٨‎                          | ‏۸‎                       |
| 9                        | ‏٩‎                          | ‏۹‎                       |

## Dodatkowe znaki

### Hamza
Hamza nie jest zazwyczaj uznawana za literę, mimo że służy do zapisu spółgłoski, jaką jest zwarcie krtaniowe: ‏ؤ‎, ‏ئ‎, ‏إ‎, ‏أ‎, ‏ﺀ‎

### Znaki samogłoskowe
Na oznaczenie samogłosek oraz końcówek deklinacyjnych istnieją w piśmie arabskim dodatkowe, zwykle nieużywane znaki. Poniżej znajduje się tabela, uwzględniające niektóre z nich:
| znak | przykład | transkrypcja przykładu | nazwa                 | znaczenie                                                      |
| ---- | -------- | ---------------------- | --------------------- | -------------------------------------------------------------- |
| ‏َ ‎    | ‏بَ‎        | ba                     | fatha                 | krótkie a                                                      |
| ‏ِ ‎    | ‏بِ‎        | bi                     | kasra                 | krótkie i                                                      |
| ‏ُُ ‎    | ‏بُ‎        | bu                     | damma                 | krótkie u                                                      |
| ‏َ ‎    | ‏بَا‎       | bā                     | fatha + alif          | długie ā                                                       |
| ‏ِ ‎    | ‏بِي‎       | bī                     | kasra + j             | długie ī                                                       |
| ‏ُ ‎    | ‏بُو‎       | bū                     | damma + wāw           | długie ū                                                       |
| ‏ْ ‎    | ‏بَيْ‎       | baj                    | sukun                 | brak samogłoski                                                |
| ‏ّ ‎    | ‏بَبَّ‎       | babba                  | szadda                | wydłużenie danej spółgłoski                                    |
| ‏ٌ , ُُ‎  | ‏بٌ‎        | bun                    | nunacja; końcówka -un | I przypadek imienia w stanie nieokreślonym (podwojona damma)   |
| ‏ٍ ‎    | ‏بٍ‎        | bin                    | nunacja; końcówka -in | II przypadek (podwójna kasra)                                  |
| ‏ً ‎    | ‏بَةً‎       | batan                  | nunacja; końcówka -an | III przypadek (podwójna fatha)                                 |
| ‏اً‎    | ‏بًا‎       | ban                    | nunacja; końcówka -an | III przypadek (podwójna fatha), z dodawaną na ogół literą alif |

### Ligatury
W alfabecie arabskim istnieją również ligatury. Ligatura powstająca z połączenia liter lām i ’alif (tzn. lā) jest obligatoryjna, inne (np. ‏ﷲ‎ dla Allah) można zastępować ciągiem liter.
- ‏ﻻ‎ – lā jedna z partykuł przeczących; także samodzielna jako nie (odpowiedź na pytanie ogólne)
- ‏ﻼ‎ – lā połączenie lā wewnątrz wyrazu

## W innych językach
Pisma arabskiego używa się także do zapisu różnych języków w regionach zdominowanych przez islam, m.in. perskiego, urdu, kurdyjskiego, paszto, ujgurskiego, suahili (obok pisma łacińskiego), a do roku 1929 zapisywano nim także język turecki. W Azji Południowo-Wschodniej był wykorzystywany do zapisywania pewnej grupy języków austronezyjskich (m.in. malajskiego, aceh, minangkabau, bandżar, tausug i maguindanao) oraz języków ternate i tidore. Pismo arabskie (w wariancie jawi) wciąż bywa stosowane w krajach malajskojęzycznych (zwłaszcza w Brunei i Malezji), aczkolwiek w ograniczonym zakresie; zostało w ogromnej mierze wyparte przez alfabet łaciński.
W przeszłości pismo to służyło także do zapisu języków muzułmańskich narodów Kaukazu i Azji Środkowej, np. czeczeńskiego i uzbeckiego, do lat 30. XX wieku, kiedy to Rosjanie wprowadzili tam cyrylicę. Służyło również do zapisu języka polskiego czy języka białoruskiego przez Tatarów oraz języka bośniackiego (tzw. arabica).
W niektórych językach, np. perskim czy kurdyjskim, używa się czterech dodatkowych liter na oznaczenie dźwięków obcych językowi arabskiemu:
| głoska   | litera | nazwa |
| -------- | ------ | ----- |
| [p]      | ‏پ‎      | pe    |
| [t͡ʃ] (č) | ‏چ‎      | če    |
| [ʒ] (ż)  | ‏ژ‎      | że    |
| [ɡ]      | ‏گ‎      | gaf   |

W języku paszto obok liter arabskich i perskich używane są litery modyfikowane przez dodanie małego kółeczka (zwanego ‏پندك‎ pandak), oznaczające spółgłoski szczytowe:
‏ټ‎ [ʈ], ‏ډ‎ [ɖ], ‏ړ‎ [ɺ̢], ‏ڼ‎ [ɳ]. Istnieją też litery będące wariantami liter arabskich z mniejszą lub większą liczbą kropek: ‏څ‎ [ʦ], ‏ځ‎ [ʣ], ‏ښ‎ [ʂ], ‏ږ‎ [ʐ], ‏ې‎ [e] i ‏ئ‎ [-əj].

## W sztuce
W krajach muzułmańskich powszechna jest sztuka kaligrafii, pismo jest także elementem zdobniczym w architekturze.